# Vernand
Vernand est un secteur du quartier des Zones foraines de Lausanne, en Suisse. Il est constitué des localités de Vernand-Dessus et de Vernand-Dessous. Vernand est une exclave de la commune de Lausanne : le secteur est entouré des communes de Cheseaux-sur-Lausanne, Crissier, Jouxtens-Mézery, Le Mont-sur-Lausanne, Morrens et Romanel-sur-Lausanne.
Le secteur couvre une surface de 440,2 ha et sa population était, fin 2019, de 536 habitants.

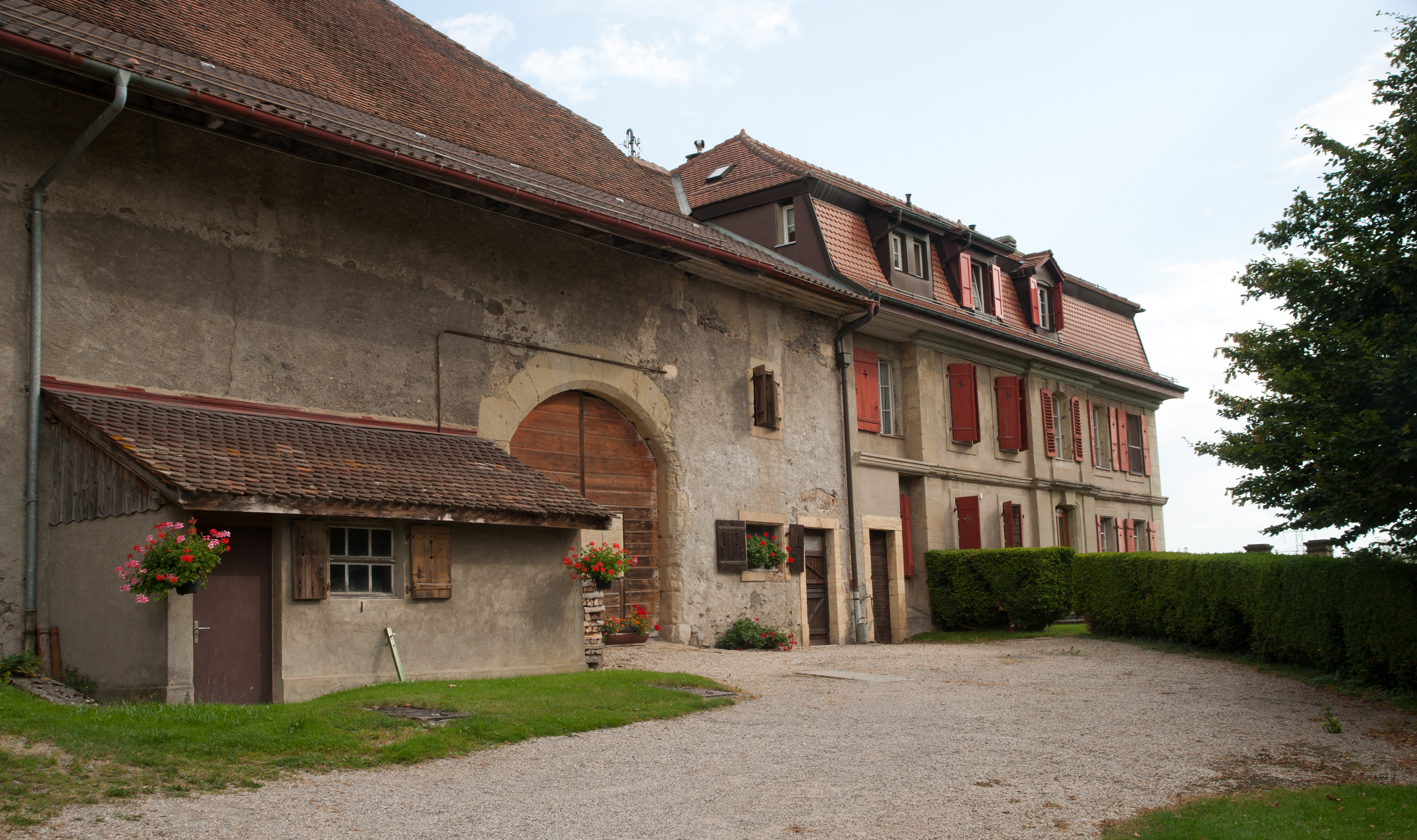
Une des fermes de Vernand inscrites comme bien culturel suisse d'importance nationale.

Les maisons rurales situées aux numéros 3 et 4 de l'avenue de Vernand-Dessus sont inscrites comme bien culturel suisse d'importance nationale.